# Teufelsstein (Pudagla)

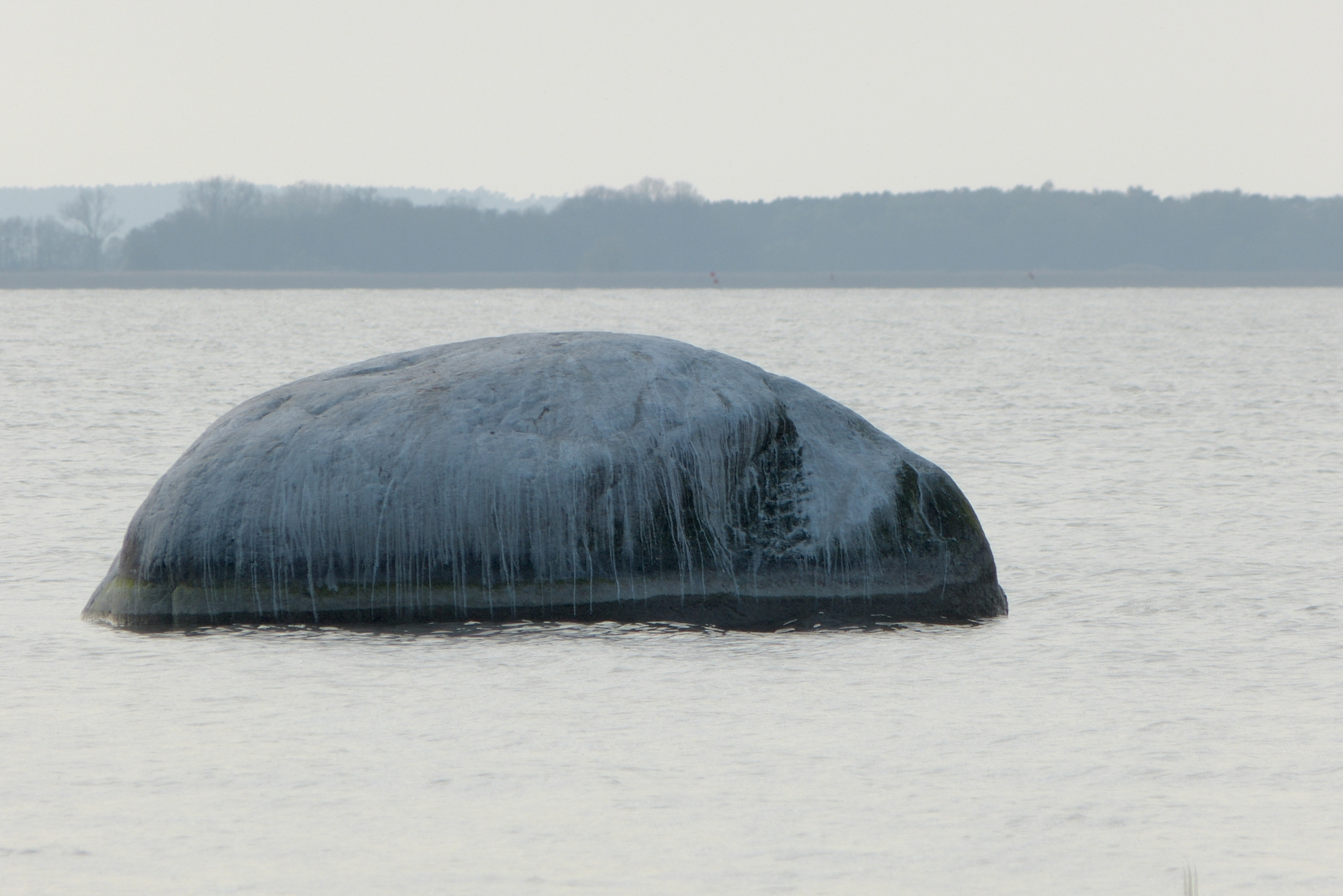
Der Teufels- oder Riesenstein im Achterwasser

Der Teufelsstein oder Riesenstein ist ein Findling im Achterwasser westlich von Pudagla im Landkreis Vorpommern-Greifswald. Der als Geotop ausgewiesene Stein befindet sich auf der Scharbank des Achterwassers rund 200 Meter westlich des Konker Berges. Die Entfernung zu dessen Kliff beträgt rund 100 Meter.
Der Findling ist 4,0 Meter lang, 3,8 Meter breit und 2,7 Meter hoch, wovon durchschnittlich 1,2 Meter unterhalb des Wasserspiegels liegen. Der Umfang beträgt 10 Meter. Das Volumen wurde zu 22 Kubikmeter berechnet. Er besteht aus Granit mit blauem Quarz und wurde während der Weichseleiszeit durch Gletscher aus Småland nach Vorpommern gebracht.
Der Sage nach wollte der Teufel oder ein Riese den Bau des Klosters Pudagla verhindern, in dem er den Stein zum Kloster warf. Der Stein entglitt ihm jedoch aus den Fingern, prallte gegen den Konker Berg und rollte ins Wasser.